# Imi N'Tlit
Imi N'Tlit  (in arabo ايمي نتليت‎?) è un centro abitato e comune rurale del Marocco situato nella provincia di Essaouira, regione di Marrakech-Safi. Conta una popolazione di 8 057 abitanti (censimento 2014).